# Велика жупа Сана-Лука
Вели́ка жу́па Са́на-Лу́ка (хорв. Velika župa Sana-Luka) — адміністративно-територіальна одиниця Незалежної Держави Хорватії, що виникла 1 серпня 1941 та існувала на території Боснії і Герцеговини під час Другої світової війни. До 5 липня 1944 мала назву Сана і Лука. Її адміністративним центром була Баня-Лука.
Цивільною адміністрацією у великій жупі керував великий жупан, якого призначав поглавник (вождь) Анте Павелич. Цю посаду займав хорватський адвокат д-р Петар Гвоздич.
Велика жупа поділялася на райони, які називалися «котарські області» (хорв. kotarske oblasti) і збігалися в назві з їхніми адміністративними центрами:
- Баня-Лука,
- Ключ,
- Которище (Котор-Варош),
- Прієдор,
- Санський Мост

Деякі адміністративні утворення мали статус «котарська іспостава» (хорв. kotarska ispostava):
- Козараць
- Лущі Паланка (хорв. Lušci Palanka; лише до 1 вересня 1941 р.)

Крім того, в окрему адміністративну одиницю було виділено місто Баня-Лука.